# Красимир Петров (офицер)
Красимир Петров Петров е български юрист, офицер, генерал-майор, главен комисар от МВР (от 2007).

## Биография
Роден е на 14 май 1951 г. в град Перник. Първоначално завършва в техникум в родния си град. Състезател по академично гребане, републикански шампион за юноши и мъже. Участва на световното първенство за младежи в Блед, Югославия, където печели сребърен медал в четворка с кормчия. По-късно е треньор по академично гребане. Завършва право в Софийския университет. В периода 1981 – 1992 г. преминава през длъжностите районен инспектор, началник-отдел и заместник-шеф на СДВР. Между 1992 и 1996 г. е началник на Специализирания отряд за борба с тероризма. Докато е начело на отряда при неизяснени обстоятелства две от баретите са убити при престрелка със служители от отряда за борба с масовите безредици по време на операция. Сред убитите е и заместник-командира на отряда подп. Марин Чанев. През 1996 г. е назначен за директор на СДВР, където остава до 1997. От 1997 до 2001 г. работи като охрана на банки, а впоследствие е началник на охранителната фирма „Лукома“, охранителната фирма на Лукойл. На 1 октомври 2001 г. е назначен за директор на РДВР-Бургас. На 25 юни 2002 г. е удостоен със звание генерал-майор от МВР. На 27 декември 2005 г. е назначен за директор на Национална служба „Гранична полиция“ на Министерството на вътрешните работи. От 6 януари 2006 до 20 август 2009 г. е директор на Национална служба „Гранична полиция“. По-късно е заместник-директор на Национална служба „Полиция“. На 1 юли 2008 г. докато е директор на граничната полиция и заместник-директор на полицията е назначен за изпълняващ длъжността директор на Национална служба „Полиция“.